# Haraucourt
Haraucourt é uma comuna francesa na região administrativa de Grande Leste, no departamento Ardenas. Estende-se por uma área de 11,52 km². Em 2010 a comuna tinha 728 habitantes (densidade: 63,2 hab./km²).